# Dandadan
Dandadan o Dan Da Dan (ダンダダン?) es una serie de manga japonés escrita e ilustrada por Yukinobu Tatsu. Se publica en la aplicación y web Shōnen Jump+ de Shūeisha desde el 6 de abril de 2021. Shūeisha también publica sus entregas en la web y app Manga Plus en español e inglés. Una adaptación a serie anime de televisión producida por Science Saru se estrenó el 4 de octubre de 2024.

## Argumento
Momo Ayase es una chica de secundaria que cree en los fantasmas, pero no en los extraterrestres, mientras que el chico de la clase vecina Ken Takakura "Okarun" cree en los extraterrestres pero no en los fantasmas.
En una apuesta para determinar quién tiene razón, los dos deciden visitar por separado lugares asociados con lo oculto y lo sobrenatural: Ayase visita al primero y el chico visita al segundo. Cuando los dos llegan a sus respectivos lugares, resulta que ninguno de ellos estaba equivocado y que tanto los extraterrestres como los fantasmas existen.

## Personajes
Momo Ayase (綾瀬 桃 Ayase Momo?)
 Seiyū: Shion Wakayama, Abby Trott (Inglés), Azucena Estrada (español latino, Netflix), Irene Arévalo (español castellano, Netflix), Alicia Vélez (español latino, Crunchyroll), Ainhoa Máiquez (español castellano, Crunchyroll)
Una chica de preparatoria la cual fue criada por su abuela, una médium, por lo que cree en los fantasmas y espíritus. Ella conoce a Ken y debido a que ambos no creían en lo que el otro sí, deciden hacer una prueba de valor en distintos lugares para comprobarlo, en la cual, Momo va a un Hospital abandonado donde se rumoreaba que había presencia alienígena.
Luego de que ella fuese raptada por extraterrestres, despierta poderes Psíquicos, los cuales le permite visualizar las auras de seres y objetos y manipularlas usando una especie de manos espirituales gigantes, con las cuales también puede tener contacto con lo material.
Momo es una chica divertida pero también sensata. Tiene una obsesión con el actor Ken Takakura, ya que es el tipo de chico que a ella le fascina (debido a ello, Momo llamó a Ken Takakura "Okarun" porque no se parece en nada al actor). Durante la historia, poco a poco va desarrollando sentimientos por Okarun.
Ken Takakura (高倉 健 Takakura Ken?)
 Seiyū: Natsuki Hanae, A.J. Beckles (Inglés), José Luis Piedra (español latino, Netflix), Joel Gomez (español castellano, Netflix), Iván Bastidas (español latino, Crunchyroll), Cesc Martínez (español castellano, Crunchyroll)
Un estudiante de preparatoria tímido e inseguro, el cual siempre fue rechazado por los demás desde que era niño. Debido a eso, se volvió amante de todo lo que tenga que ver con los alienígenas, ya que pensaba que tal vez, los aliens si querían ser sus amigos. Momo le puso de apodo Okarun (オカルン) de "oculto", ya que se niega a aceptar que él tenga el nombre de su actor favorito. Durante la historia, poco a poco va desarrollando sentimientos por Momo. 
Debido al choque de pensamientos que tuvo con Ayase, este realiza una prueba de valor donde tuvo que ir a un túnel por la noche, donde había avistamiento de espíritus. En ese momento, Okarun es poseído por un espectro llamado "La Turbo-Abuela".
Gracias a que el Poder de la Turbo-Abuela se encuentra dentro de su cuerpo, Okarun tiene la capacidad de Transformarse en una forma espiritual. En esta forma, el cuerpo de Okarun se estira, su cabello se vuelve blanco y su ropa se desgarra, al mismo tiempo, aparece algo similar a un protector negro en su cara con forma de boca gigante con dientes. Debido a que su forma se especializa en la velocidad, es enormemente veloz. También, suele utilizar como ataque embestir todo su cuerpo como su fuese un torpedo. Aunque, al momento de transformarse, se vuelve más depresivo y pesimista.
Turbo-Vieja/Turbo-Ruca/Turbo-Abuela (ターボババア Tābo Babā?)
 Seiyū: Mayumi Tanaka, Barbara Goodson (Inglés), Rebeca Patiño (español latino, Netflix), Alexia Lorrio (español castellano, Netflix), Magda Giner (español latino, Crunchyroll)
Un Yokai que toma la forma de una anciana grosera y mal hablada.
Ella posee a Okarun luego de que este se mete en su territorio, robándole los genitales. Según Seiko, la Turbo-Vieja se encargaba de vagar entre el mundo normal y el mundo espiritual consolando a estudiantes que fueron violadas y descuartizadas en el túnel donde reside.
Luego de la batalla contra Ayase y Okarun, la Turbo-Vieja logra meterse nuevamente en el cuerpo de este último y Seiko saca su consciencia y la mete en un Muñeco de gato Maneki, el cual puede traer buena suerte. Por lo que sus poderes se encuentran dentro de Okarun, y por lo tanto, ella reside con ellos hasta que pueda volver a recuperar su poder.
Aira Shiratori (白鳥 愛羅 Shiratori Aira?)
 Seiyū: Ayane Sakura, Lisa Reimold (Inglés), Fernanda Gastélum (español latino, Netflix), Elizabeth Infante (español latino, Crunchyroll)
Estudiante de la misma preparatoria de Momo y Okarun. Es arrogante y engreída, y debido a que ella encontró uno de los testículos de Okarun, se cree que ella fue elegida por Dios para salvar al mundo de Momo, ya que ganó la capacidad de ver espíritus y piensa que ella es un demonio.
Luego de que se da cuenta de que Okarun la salvó en el conflicto con la Acrosara de forma desinteresada, empieza a desarrollar sentimientos por el.
Debido a que la Acrosara le dio su aura para poder salvarla de la muerte, Aira obtiene sus poderes. De forma similar a Okarun, Aira puede transformarse en una forma espiritual, la cual le da la habilidad de pelear cuerpo a cuerpo utilizando movimientos acrobáticos, y la capacidad de extender y manipular su cabello. Al mismo tiempo, una máscara con la cara de la Acrosara, similar a un protector, aparece en su rostro.
Jin Enjoji (円城寺 仁 Enjōji Jin?)
 Seiyū: Kaito Ishikawa, Aleks Le (Inglés), Dalí González (español latino, Netflix), Marc Winslow (español latino, Crunchyroll)
Apodado Jiji (ジジ), es un amigo de la infancia de Ayase, y su primer amor. Es un chico enormemente carismático, divertido, y también muy amable.
Jiji va en busca de Seiko debido a que un espectro se encuentra en su casa, el cual hizo que sus padres casi se suiciden, y quiso que ella lo exocizase, sin embargo, Momo y Okarun van en su lugar.
Durante la pelea con la Serpiente de tierra Mongol gigante, el espíritu que perturbaba Jiji, el cual es un Mal de Ojo, le muestra sus recuerdos y lo manipula para poder usar su cuerpo como recipiente y exterminar a la humanidad. No obstante, Jiji intenta hacerse su amigo, ya que le prometió que jugarían juntos, por lo que ambos conviven dentro del mismo cuerpo, donde a veces, el Mal de Ojo toma el control.
Mal de Ojo (邪視 Yokoshima-shi?)
El espíritu de un niño el cual fue sacrificado en la época feudal, el cual se transformó en un Mal de Ojo, un ser llenó de rencor con la capacidad de que otros se suiciden si miran a sus ojos. En un principio, cuando el fue privado de jugar con otros niños, se mostraba como un ser bueno, pero se llenó de odio hacía la humanidad debido a los sacrificios de los niños en el pueblo de Jiji. Debido a eso, quiere destruirla a toda costa.
El Mal de Ojo manipula a Jiji enseñándole sus recuerdos para que haga un contrato con el y le deje el control de su cuerpo.
Cuando este tiene el control del cuerpo de Jiji, pelea no solo utilizando sus enormes habilidades físicas, sino también creando bolas del rencor de las víctimas sacrificadas, las cuales patea como si fuese una pelota de futbol.
Seiko Ayase (綾瀬 星子 Ayase Seiko?)
 Seiyū: Nana Mizuki, Kari Wahlgren (Inglés), Karla Falcón (español latino, Netflix), Julia Martínez Marín (español castellano, Netflix), Xóchitl Ugarte (español latino, Crunchyroll), Mar Roca (español castellano, Crunchyroll)
La abuela de Ayase, y una médium. Pese a ser la Abuela de Momo, se ve extremadamente joven. Siempre suele Ayudar a Momo y Okarun cuando tienen problemas con espíritus o aliens. Utiliza el poder prestado del Dios de la ciudad Kamikoshi, el cual le permite crear barreras que queman a todo aquel que las atraviesa, pero solo puede utilizarlo dentro de su respectiva ciudad.
Le gusta mucho molestar a Momo y Okarun, y siempre se suele sumar a sus tonterías. Sin embargo, también puede actuar como una adulta responsable que se preocupa por su seguridad.
Alien Serpo (セルポ星人 Serupo Hoshibito?)
 Seiyū: Kazuya Nakai, Ben Diskin (Inglés)
Los Alien Serpo son una raza alienígena compuesta exclusivamente por hombres que provienen del planeta Serpo. Debido a que su raza es exclusivamente masculina, los Serpo no tienen forma de reproducirse de forma natural y recurren a la tecnología de la clonación, pero como la evolución biológica no puede ocurrir dentro de seres idénticos, los Serpo buscan obtener órganos reproductivos secuestrando humanos de la Tierra y robando sus órganos sexuales.

## Contenido de la obra

### Manga
Dandadan está escrito e ilustrado por Yukinobu Tatsu. Comenzó a serializarse en la revista en línea Shōnen Jump+ de Shūeisha el 6 de abril de 2021. Shūeisha ha compilado sus capítulos en volúmenes tankōbon individuales. El primer volumen se publicó el 4 de agosto de 2021, y hasta el momento se han publicado veinte volúmenes.
La serie se publica simultáneamente en inglés y español en el servicio Manga Plus de Shūeisha y en inglés en el sitio web Shonen Jump de VIZ Media. Norma Editorial obtuvo la licencia en España.
| Volúmenes de manga publicados | Volúmenes de manga publicados | Volúmenes de manga publicados | Volúmenes de manga publicados | Volúmenes de manga publicados |
| Número                        | Fecha de publicación          | ISBN                          | Fecha de publicación          | ISBN                          |
| ----------------------------- | ----------------------------- | ----------------------------- | ----------------------------- | ----------------------------- |
| 1                             | 4 de agosto de 2021           | ISBN 978-4-08-882599-1        | 6 de mayo de 2022             | ISBN 978-84-679-5160-8        |
| 2                             | 4 de octubre de 2021          | ISBN 978-4-08-882804-6        | 6 de mayo de 2022             | ISBN 978-84-679-5160-8        |
| 3                             | 3 de diciembre de 2021        | ISBN 978-4-08-882854-1        | 29 de julio de 2022           | ISBN 978-84-679-5161-5        |
| 4                             | 4 de marzo de 2022            | ISBN 978-4-08-883046-9        | 25 de noviembre de 2022       | ISBN 978-84-679-5941-3        |
| 5                             | 2 de mayo de 2022             | ISBN 978-4-08-883103-9        | 17 de febrero de 2023         | ISBN 978-84-679-5942-0        |
| 6                             | 4 de agosto de 2022           | ISBN 978-4-08-883208-1        | 9 de junio de 2023            | ISBN 978-84-679-6173-7        |
| 7                             | 4 de octubre de 2022          | ISBN 978-4-08-883270-8        | 4 de agosto de 2023           | ISBN 978-84-679-6347-2        |
| 8                             | 4 de enero de 2023            | ISBN 978-4-08-883370-5        | 6 de octubre de 2023          | ISBN 978-84-679-6348-9        |
| 9                             | 3 de marzo de 2023            | ISBN 978-4-08-883414-6        | 7 de diciembre de 2023        | ISBN 978-84-679-6514-8        |
| 10                            | 2 de mayo de 2023             | ISBN 978-4-08-883503-7        | 7 de junio de 2024            | ISBN 978-84-679-6515-5        |
| 11                            | 4 de agosto de 2023           | ISBN 978-4-08-883599-0        | 2 de agosto de 2024           | ISBN 978-84-679-6516-2        |
| 12                            | 4 de diciembre de 2023        | ISBN 978-4-08-883726-0        | 4 de octubre de 2024          | ISBN 978-84-679-7127-9        |
| 13                            | 4 de enero de 2024            | ISBN 978-4-08-883841-0        | 5 de diciembre de 2024        | ISBN 978-84-679-7128-6        |
| 14                            | 4 de abril de 2024            | ISBN 978-4-08-883897-7        | 7 de febrero de 2025          | ISBN 978-84-679-7344-0        |
| 15                            | 4 de julio de 2024            | ISBN 978-4-08-884054-3        | 9 de mayo de 2025             | ISBN 978-84-679-7345-7        |
| 16                            | 4 de octubre de 2024          | ISBN 978-4-08-884227-1        | 4 de julio de 2025            | ISBN 978-84-679-7698-4        |
| 17                            | 1 de noviembre de 2024        | ISBN 978-4-08-884259-2        | —                             | —                             |
| 18                            | 4 de enero de 2025            | ISBN 978-4-08-884340-7        | —                             | —                             |
| 19                            | 4 de abril de 2025            | ISBN 978-4-08-884470-1        | —                             | —                             |
| 20                            | 4 de julio de 2025            | ISBN 978-4-08-884592-0        | —                             | —                             |
| 21                            | 3 de octubre de 2025          | ISBN 978-4-08-884720-7        | —                             | —                             |

### Anime
El 27 de noviembre de 2023 se anunció una adaptación de la serie al anime. Está producida por Science Saru y dirigida por Fūga Yamashiro, con guiones escritos por Hiroshi Seko, diseños de personajes de Naoyuki Onda, diseños de entidades alienígenas y sobrenaturales de Yoshimichi Kameda y música compuesta por Kensuke Ushio. La serie se estrenó el 4 de octubre de 2024 en el bloque de programación Super Animeism Turbo en las afiliadas de JNN, incluidas MBS y TBS. El tema de apertura es «Otonoke» (オトノケ?), interpretado por Creepy Nuts, mientras que el tema de cierre es «TAIDADA», interpretado por Zutomayo. Antes del estreno televisivo, los primeros tres episodios se estrenarán en cines bajo el nombre Dan Da Dan: First Encounter, y las proyecciones comenzarán en Asia el 31 de agosto de 2024.
Crunchyroll obtuvo la licencia de la serie fuera de Asia, excluyendo Medio Oriente y la CEI, mientras que Netflix obtuvo la licencia de la serie a nivel mundial. Muse Communication obtuvo la licencia de la serie en el sur y sudeste de Asia. En junio de 2024, GKIDS anunció que había adquirido los derechos cinematográficos, de videogramas y transaccionales digitales de la serie.
En agosto, la serie fue filtrada antes de su estreno, por su tema principal completa y también los seis primeros capítulos de la serie en su totalidad en redes sociales.
El 4 de octubre de 2024, la serie tuvieron un doblaje tanto en español latino como en español de España, el cual fue estrenado por Netflix.
El 21 de octubre de 2024, la serie tuvieron un redoblaje tanto en español latino como en español de España, los cuales se estrenaron por Crunchyroll el 24 de octubre, sin embargo no cuenta con el mismo elenco de la serie debido a que es exclusivo de Netflix.
Después de la emisión del episodio final de la primera temporada, se anunció una segunda temporada. Abel Góngora se une a Yamashiro como director en la segunda temporada. Se estrenó el 4 de julio de 2025. Los primeros tres episodios de la temporada se estrenaron en cines fuera de Japón bajo el título Dandadan: Evil Eye a partir del 30 de mayo en Asia y el 7 de junio en Europa. El tema de apertura es «Kakumei Dōchū» (革命道中?), interpretado por Aina the End.

## Recepción
En junio de 2021, Dandadan fue nominado para la séptima edición del premio Next Manga Award en la categoría de mejor Web Manga, resultando en segundo lugar de un total de 50 candidatos. La serie ocupó el puesto 4 en la lista de los mejores manga para lectores masculinos del Kono Manga ga Sugoi! 2022 de Takarajimasha.
Para julio del 2021, el manga había tenido más de 22 millones de visualizaciones en la plataforma Shonen Jump+ y para agosto de 2022 ya tenía 1 700 000 copias de circulación en todo el mundo.